# Koloveč
Koloveč település Csehországban, a Domažlicei járásban. Koloveč Kanice, Močerady, Srbice, Únějovice, Kaničky, Osvračín, Chocomyšl, Chudenice és Blížejov településekkel határos. Lakosainak száma 1022 fő (2024. január 1.).

## Népesség
A település lakosságának változását az alábbi diagram mutatja:
| Lakosok száma | 1362 | 1482 | 1496 | 1085 | 1008 | 980  | 988  | 971  | 1003 | 1022 |
|               | 1869 | 1890 | 1921 | 1950 | 1980 | 2001 | 2017 | 2019 | 2022 | 2024 |